# 奥兰热列伊村委员会
奥兰热列伊村委员会（俄语：Оранжерейнинский сельсовет）是俄罗斯联邦阿斯特拉罕州伊克里亚诺耶区所属的一个村委员会。其下辖有5个居民点，行政中心为奥兰热列伊。据2015年统计，该村委员会的人口为4816人。